# Жажда любви
«Жажда любви» (яп. 愛の渇き) — третий роман японского писателя Юкио Мисимы, опубликованный в 1950 году.
Роман сосредоточен на жизненном опыте Эцуко, женщине, попавшей в трагическую любовную интригу. Муж женщины умирает от тифа и она переезжает в дом своих родственников, где вступает в сексуальную связь. История развивается чуть больше месяца, с 22 сентября по 28 октября 1949 года. Действие разворачивается через воспоминания и интенсивный поток сознания. В произведении перемежаются мрачные и солнечные сцены, что свойственно творческому стилю автора. Описывается, например, как ребенок получает удовольствие, топя муравьёв в кипятке.

## Экранизация
Роман был экранизирован в 1966 году режиссёром Корэёси Курахарой с Рурико Асаокой в главной роли.